# Attila Mizsér
Attila Mizsér (n. 28 aprilie 1961, Budapesta, Republica Populară Ungară) este un sportiv ce a reprezentat Ungaria, medaliat olimpic. A participat la 2 ediții ale Jocurilor Olimpice (1988, 1992) în care a câștigat o medalie de aur și o medalie de argint.